# Bonaventura da Barcellona
Bonaventura da Barcellona, al secolo Miquel Baptista Gran Peris (Riudoms, 24 novembre 1620 – Roma, 11 settembre 1684), è stato un religioso spagnolo, fondatore della riformella francescana, beatificato da papa Pio X nel 1906.

## Biografia
Di famiglia modesta, in gioventù fu pastore e aiutò i famigliari nella cura dei campi: nonostante desiderasse abbracciare la vita religiosa, per volere del padre, si sposò diciottenne ma rimase vedovo 16 mesi dopo il matrimonio.
Il 14 luglio 1640, vinta la riluttanza paterna, entrò come fratello laico tra i francescani riformati del convento di Sant Miquel d'Escornalbou, presso Riudecanyes, prendendo il nome di Bonaventura. Dimorò per 17 anni nella provincia francescana di Catalogna, dimorando nei conventi di ritiro di Móra d'Ebre, Figueres e Terrassa e nell'eremo di Sant'Agnese: esercitò gli uffici di cuoco, portinaio, infermiere e questuante.
Ottenuto il permesso dei superiori, nel 1658 si spostò in Italia e visitò Assisi e Loreto. Dopo un soggiorno a Fonte Colombo, si stabilì a Roma, dove fu assegnato prima al convento dell'Aracoeli e poi, dopo due mesi, al collegio irlandese di Sant'Isidoro, come portinaio. Soggiornò anche nel convento di Capranica, sempre dei francescani irlandesi.
Grazie all'appoggio dei cardinali Francesco Barberini e Cesare Facchinetti, suoi estimatori, il frate ottenne da papa Alessandro VII il permesso di fondare alcune case di ritiro (la prima a Ponticelli Sabino nel 1662): diede così inizio, in seno alla provincia romana dei frati minori riformati, alla riformella francescana, un nuovo ramo dell'ordine dei frati minori.
La riformella si estese presto ad altri conventi di ritiro della provincia romana (Montorio Romano, Vicovaro, Pofi, Vallecorsa) e fu impiantata, a opera di Leonardo da Porto Maurizio, anche in Toscana (due comunità a Firenze e una a Prato). Il convento di San Bonaventura al Palatino a Roma, eretto secondo i desideri di Bonaventura da Barcellona, divenne il centro principale della riformella. Bonaventura ricoprì la carica di guardiano dei conventi di Ponticelli e al Palatino e, con il titolo di direttore e commissario, fu superiore di tutte le comunità della sua riforma.
Si spense in San Bonaventura al Palatino, a Roma.

## Il culto
Il processo ordinario sulle sue virtù e sui miracoli si concluse nel 1732 e nel 1736 fu introdotta la causa presso la congregazione dei riti.
La sua beatificazione, decretata con breve del 21 maggio 1906, fu proclamata da papa Pio X il 10 giugno successivo.
La causa riprese nel 1909 in vista della sua canonizzazione.
Il suo elogio si legge nel Martirologio romano all'11 settembre.